# Supermarket (Městečko South Park)
Supermarket (v anglickém originále Something Wall-Mart This Way Comes) je devátý díl osmé řady amerického animovaného televizního seriálu Městečko South Park.

## Děj
Ve městě otevřeli nový supermarket pod názvem Wall-Mart. Obyvatelé z města jsou ohromeni, že v obchodě nabízí zboží za skvělé ceny. Stan si však brzy všimne, že čím dál jsou lidé zaslepeni supermarketem, tím více ubývá maloobchodníků. Proto se kluci rozhodnou, že supermarket zničí. Cartman se mezitím s Kylem vsadí, že když člověk zemře, otevře se mu svěrač a pos*re se.